# Хинув (Лодзинське воєводство)
Хинув (пол. Chynów) — село в Польщі, у гміні Дружбиці Белхатовського повіту Лодзинського воєводства.
Населення — 144 особи (2011).
У 1975-1998 роках село належало до Пйотрковського воєводства.

## Демографія
Демографічна структура станом на 31 березня 2011 року:
|          | Загалом | Допрацездатний вік | Працездатний вік | Постпрацездатний вік |
| -------- | ------- | ------------------ | ---------------- | -------------------- |
| Чоловіки | 73      | 17                 | 46               | 10                   |
| Жінки    | 71      | 16                 | 42               | 13                   |
| Разом    | 144     | 33                 | 88               | 23                   |